# Рохилкханд
Рохилкханд (хинди: रुहेलखण्ड, урду: روہیل کھنڈ) — область на северо-западе штата Уттар-Прадеш в Индии.
Рохилкханд расположен на равнинах верхнего Ганга и занимает площадь около 25 тыс. км² (внутри и вокруг города Барейлли). Он ограничен на юге Гангом, на западе Уттаракхандом, на севере Непалом и Аудом на востоке. Включает города Барейлли, Морадабад, Рампур, Биджнор, Пилибхит, Шахиаханпур и т. д. Регион назван в честь племени Рохилла и был известен как Мадьядеш в индусском эпосе «Махабхарата».

## История

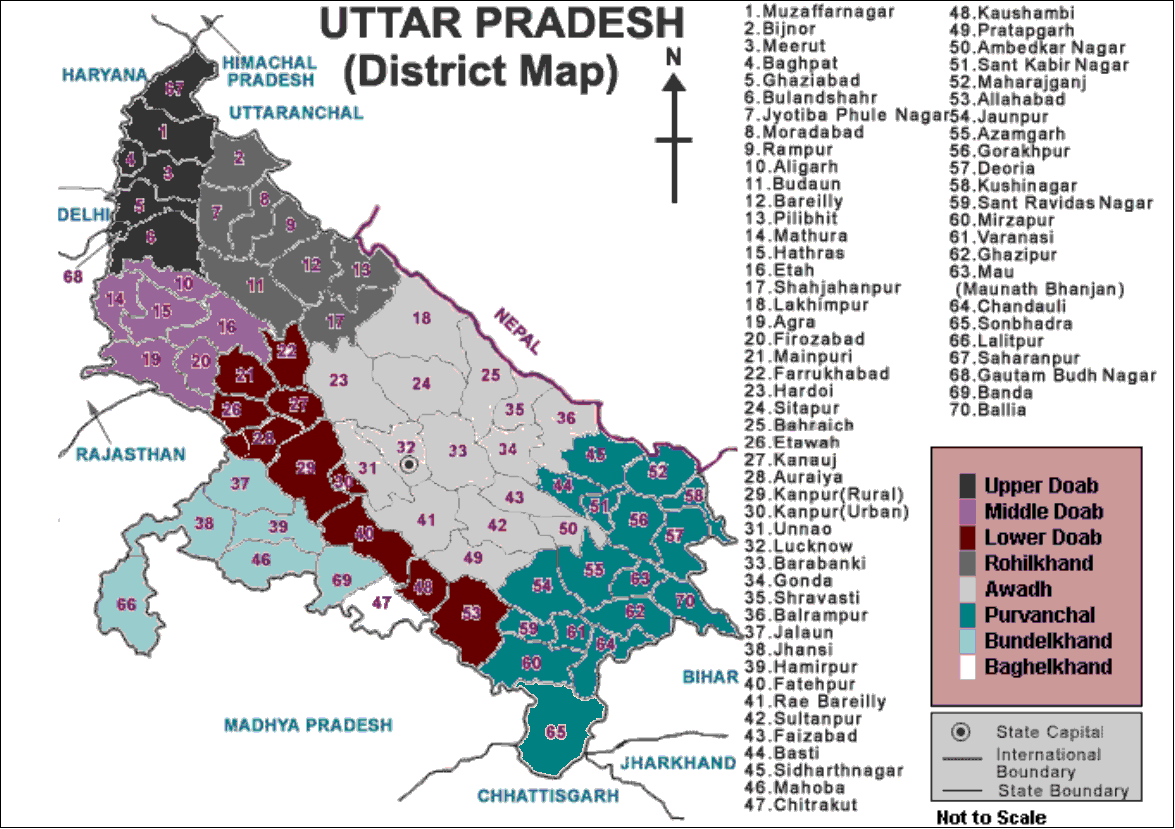
Регионы в составе штата Уттар-Прадеш

Афганский лидер рохилла Дауд Хан возглавил поселение в регионе Катехар на севере Индии по приказу императора Моголов Аурангзеба (правил в 1658—1707 годах) для подавления восстаний раджпутов. Первым правителем Рохиллы Раджпут был раджа Рам Сингх Катерия. В состав этих раджпутов Рохилла входят 18 кланов раджпутских кланов, в том числе Чаухан, Ратхор, Гехлот, Сисодия, Никумбх и Пундир. Первоначально около 20 000 солдат из различных пуштунских племен (Юсуфзай, Гори, Османи, Гильзаи, Бареч, Марват, Тарин, Какар, Нагар, Афридии и Хаттак) были наняты моголами в качестве солдат. Аурангзеб был впечатлен их выступлением, и дополнительные силы из 25 000 пуштунов были набраны из современной Хайбер-Пахтунхвы и Афганистана и получили должности в Армии Моголов. Большинство пуштунов поселились в регионе Катехар и привезли свои семьи из Хайбер-Пахтунхвы и Афганистана. Во времена вторжения Надир-шаха Вторжение в северную Индию в 1739 году во главе с генералом Ахмедом Шахом Абдали привело к увеличению численности пуштунов до 1 000 000 человек. Из-за большого поселения афганцев-рохилла, регион Катехар стал известен как Рохилкханд. Барейли был сделан столицей княжества Рохилкханд, и он стал городом пуштунского большинства. Другими важными городами были Морадабад, Рампур, Шахджаханпур и Бадаун.
В 1752 году Сафдар Джанг, наваб Ауда, попросил маратхов помочь ему победить пуштунов Рохиллу. Силы маратхов и наваба Ауда осадили рохиллов, которые искали убежища в Кумаоне, но были вынуждены отступить, когда Ахмад-шах Абдали вторгся в Индию.
После Третьей битвы при Панипате тысячи пуштунских и белуджских солдат обосновались в северной Индии. Эти разнообразные этнические, культурные и языковые группы со временем объединились, образовав мусульман Южной Азии, говорящих на урду.
В 1772 году маратхи победили вождя племени Рохилла Забиту Хана. Они разрушили могилу вождя племени рохилла Наджиб ад-Даула, разбросав его кости. В 1772—1773 годах Махаджи захватил Наджибабад. После разграбления Рохиллакханда маратхи двинулись на княжество Ауд. Предвидя ту же участь, что и Рохилла, Сафдар Джанг отчаянно призывал британские войска в Бенгалии.
Вице-король Британской Индии направил 20 000 британских солдат, чтобы освободить Рохиллакханд от империи Маратхов и передать его навабу Ауда Сафдар Джангу. Маратхская и британская армии сражались в Рам Гате, но внезапная гибель пешвы и гражданская война в Пуне за выбор следующего пешвы вынудили маратхов отступить. Рохилла решила не платить, поскольку между двумя государствами не было войны. Британцы сделали Ауд буферным государством, чтобы защитить его от маратхов. Субсидия одной британской бригады для обеспечения защиты Сафдар Джанга и Ауда от маратхов составила 210 000 рупий.
Рохилкханд находился под властью династии Рохилла со столицей в Барейли до Первой Рохильской войны (1774—1775). Рохиллы были разбиты и изгнаны из Барейли войсками Сафдар Джанга и британцев, и при Сафдар Джанге было создано небольшое государство Рампур. В 1803 году британцы аннексировали Рохилкханд в Верхнем Доабе.

## Правители
| Имя                             | Начало правления | Конец правления  |
| ------------------------------- | ---------------- | ---------------- |
| Али Мохаммед Хан                | 1719             | 15 сентября 1748 |
| Наваб Сайид Файзулла Хан        | 15 сентября 1748 | 24 июля 1793     |
| Хафиз Рахмат Хан (регент)       | 15 сентября 1748 | 23 апреля 1774   |
| Мухаммад Али Хан Бахадур        | 24 июля 1793     | 11 августа 1793  |
| Гулам Мухаммад Хан Бахадур      | 11 августа 1793  | 24 октября 1794  |
| Ахмад Али Хан Бахадур           | 24 октября 1794  | 5 июля 1840      |
| Насрулла Хан (регент)           | 24 октября 1794  | 1811             |
| Мухаммад Саид Хан Бахадур       | 5 июля 1840      | 1 апреля 1855    |
| Юсеф Али Хан Бахадур            | 1 апреля 1855    | 21 апреля 1865   |
| Калб Али Хан Бахадур            | 21 апреля 1865   | 23 марта 1887    |
| Мухаммад Муштак Али Хан Бахадур | 23 марта 1887    | 25 февраля 1889  |
| Хамид Али Хан Бахадур           | 25 февраля 1889  | 20 июня 1930     |
| Мухаммад Саид Хан Бахадур       | 5 июля 1840      | 1 апреля 1855    |
| Раза Али Хан Бахадур            | 20 июня 1930     | 6 марта 1966     |
| Муртаза Али Хан                 | 6 марта 1966     | 8 февраля 1982   |